# Simonkylä
Simonkylä  est un quartier du district de Tikkurila de Vantaa en Finlande,.

## Description
Simonkylä est entouré par les quartiers de Hiekkaharju, Viertola, Ruskeasanta et Koivukylä.
Simonkylä fait partie d'une zone urbaine qui relie le sud de Tikkurila aux zones du nord de Korso et de Koivukylä.
Situé au nord de Tikkurila, le quartier Simonkylä comprend les immeubles résidentiels de Simonmetsä, Simonkallio, Simonsilla et Malminiity construits dans les années 1960 et 1970, 
Simonkylä est le quartier le plus peuplé de tous les quartiers du district de Tikkurila, mais il offre peu d'emplois, ce qui en fait principalement une zone résidentielle.

## Transports

### Trains de banlieue
Dans les environs de Simonkylä se trouve la gare de Leinelä sur la ligne Kehärata, 
Les trains I et P, qui empruntent des itinéraires différents vers Helsinki, s'arrêtent à la gare de Leinelä.
Le trajet en train jusqu'au centre-ville d'Helsinki dure environ 25 minutes.
De plus, Simonkylä a beaucoup de trafic de correspondance vers la gare de Hiekkaharju et la gare de Tikkurila, ainsi que quelques liaisons de bus directes vers le centre d'Helsinki.

### Bus régionaux
Les lignes de bus HSL suivantes desservent Simonkylä 
| Ligne de bus | Trajet                                            |  |
| ------------ | ------------------------------------------------- |  |
| 574          | Peijas–Aviapolis–Myyrmäki                         |  |
| 619          | Tikkurila–Hiekkaharju–Simonsilta                  |  |
| 623          | Hakaniemi–Leinelä–Peijas                          |  |
| 624          | Tikkurila–Ilola–Koivukylä–Päiväkumpu              |  |
| 624N         | Tikkurila–Simonkylä-Leinelä–Ilola                 |  |
| 633N         | Rautatientori–Simonkylä–Leinelä–Korso–Ahjo–Kerava |  |
| 631          | Tikkurila–Leinelä–Koivukylä–Korso–Kulomäki        |  |
| 641          | Tikkurila–Leinelä–Hyrylä–Kerava                   |  |

## Galerie

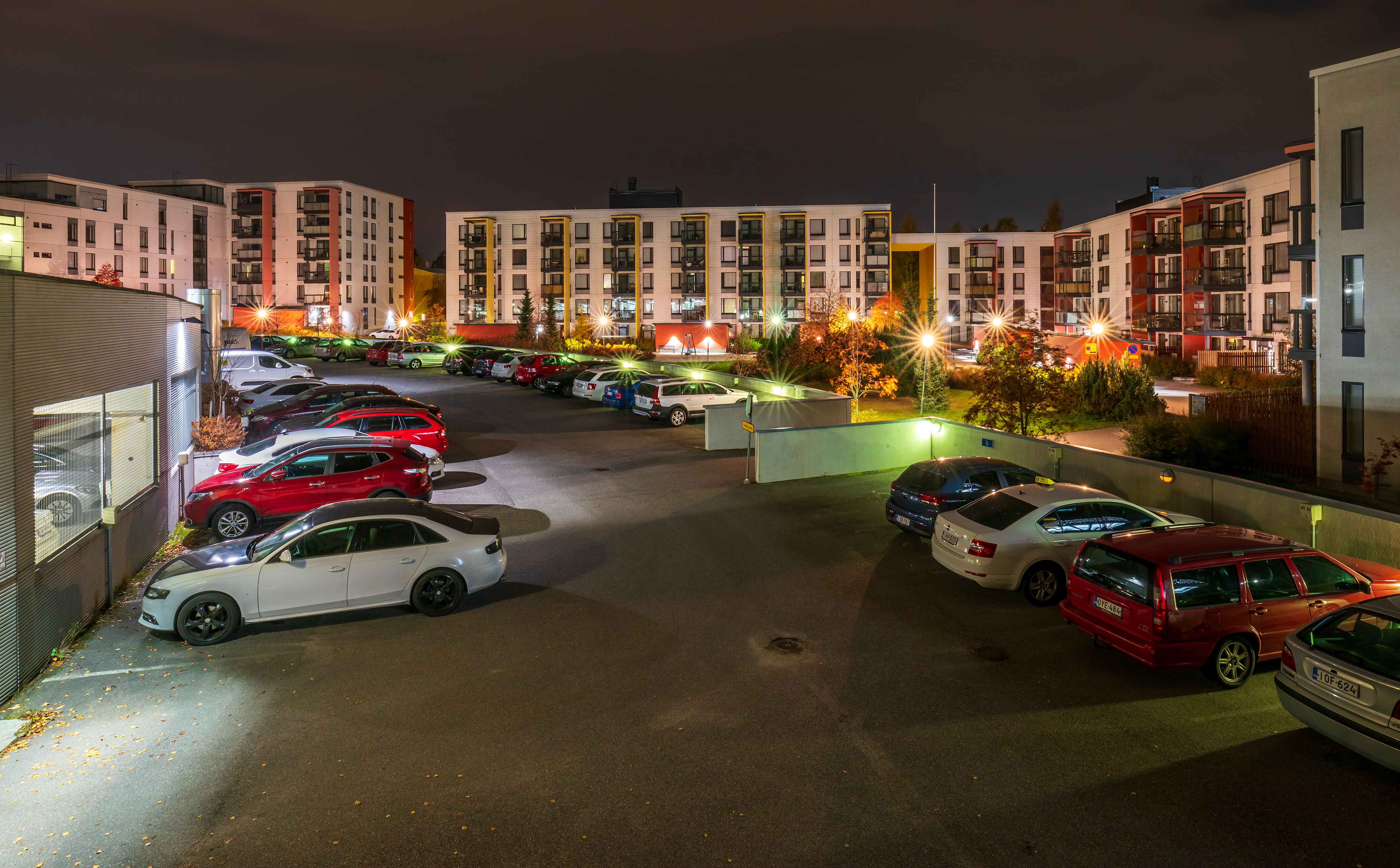
Immeubles résidentiels de la rue Leinikkitie.
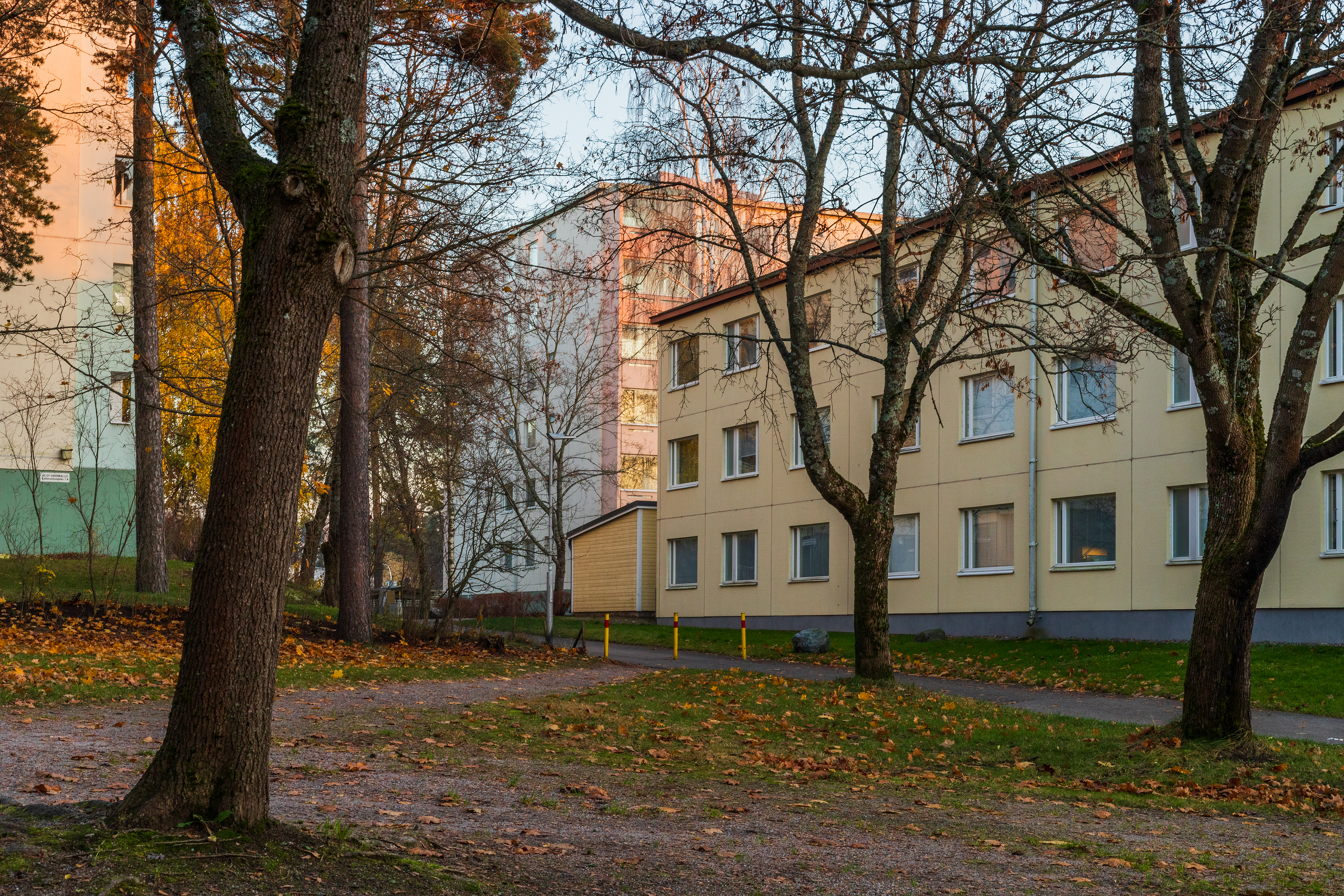
Immeubles résidentiels de Kallioruohonpuisto.

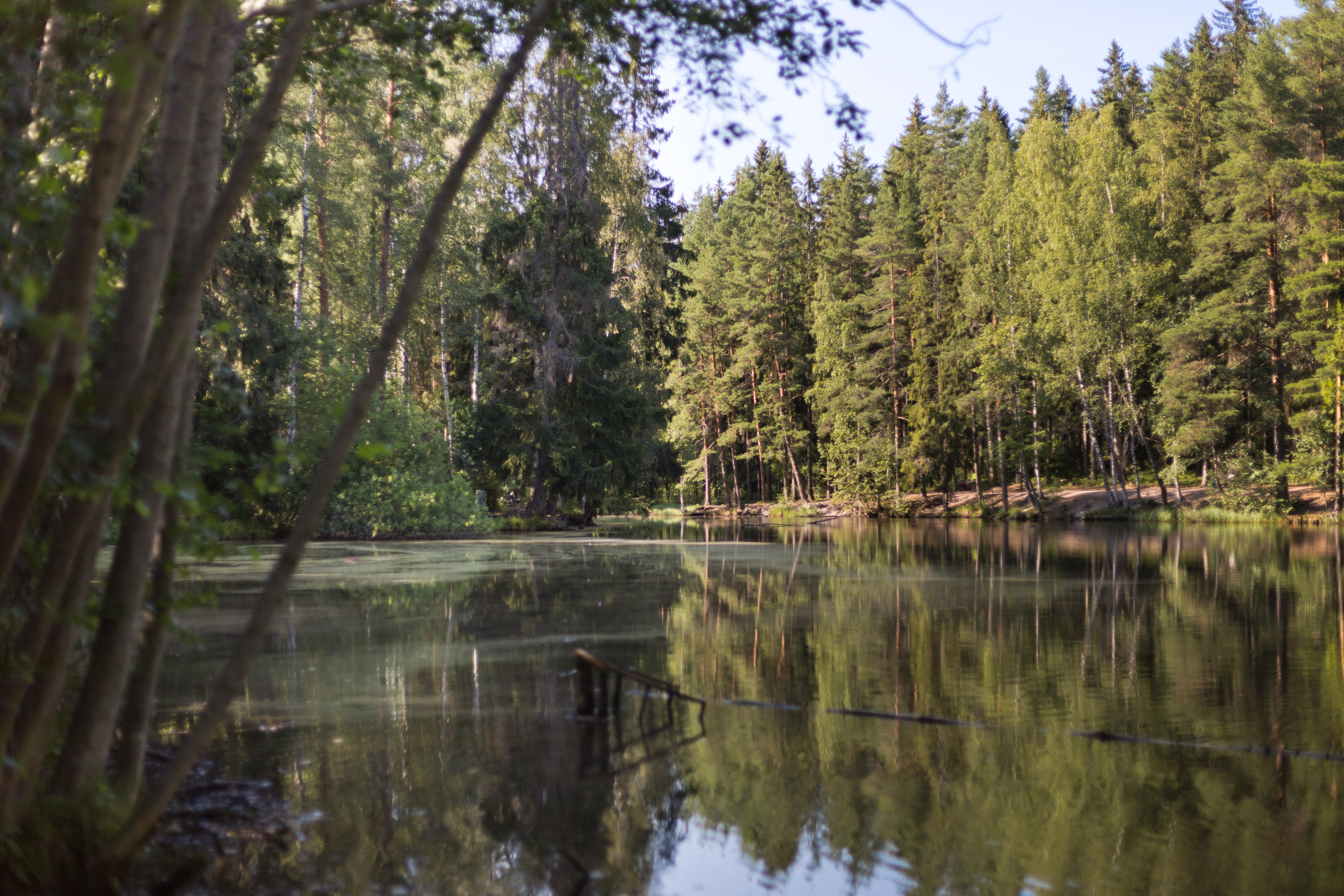
Un étang du parc Hiiriharjunpuisto.
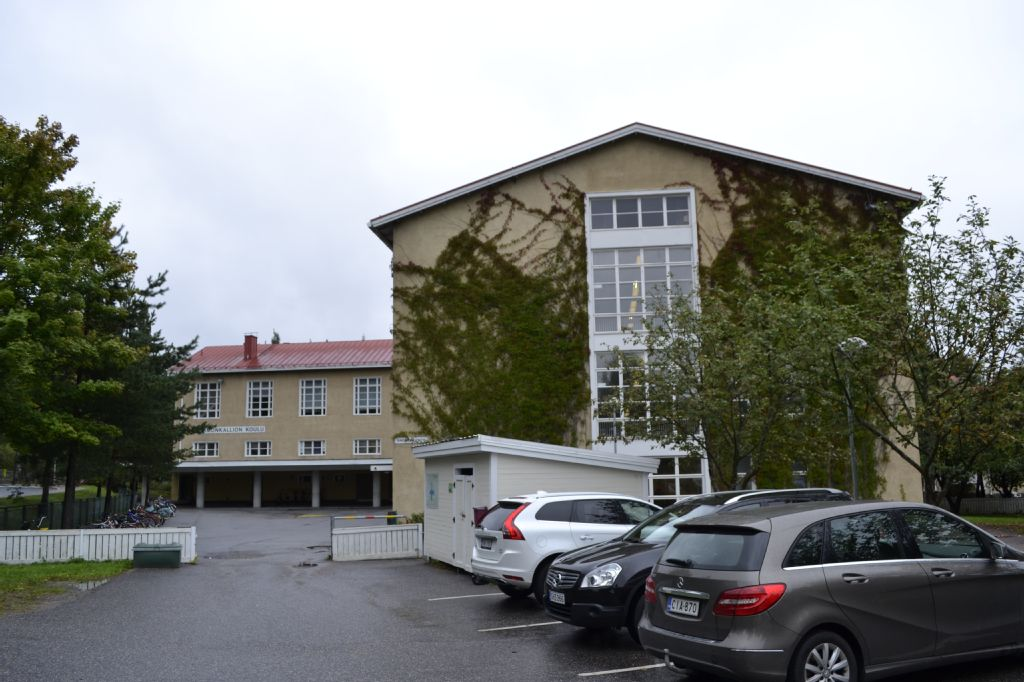
École de Simonkallio.